# Tesfaye Gebre Kidan
Tesfaye Gebre Kidan Geletu (amh. ተስፋዬ ገብረ ኪዳን ገለቱ ur. w 1935 w regionie Szeua, zm. 2 czerwca 2004 w Addis Abebie) – etiopski generał i polityk komunistyczny, od 26 kwietnia do 21 maja 1991 wiceprezydent Etiopii, od 21 do 28 maja 1991 pełniący obowiązki prezydenta Etiopii.

## Kariera wojskowa
Początkowo pracował jako nauczyciel w szkole podstawowej w prowincji Gamo Gofa. Ze względu na niskie zarobki oraz standard życia postanowił zrezygnować z pracy nauczyciela i wstąpił do Akademii Wojskowej Holetta. W czasie nauki w akademii poznał Mengystu Hajle Marjama. Był członkiem Dergu. Jako pułkownik dowodził siłami etiopskimi podczas Wojny w Ogadenie, w szczególności podczas bitwy o Dżidżigę, a także podczas działań w Somalii i Erytrei.
Po awansie na stopień generała został mianowany ministrem obrony, a 14 maja 1988 został gubernatorem oraz dowódcą naczelnym w Erytrei. Był członkiem sądu wojskowego podczas procesu wysokiej rangi oficerów próbujących obalić Mengystu podczas zamachu stanu w 1989.

## Kariera polityczna
W kwietniu 1991 został powołany na urząd wiceprezydenta Etiopii, który sprawował do 21 maja 1991, gdy został pełniącym obowiązki prezydenta po ucieczce z kraju Mengystu Hajle Marjama. Urząd sprawował przez tydzień. Nie będąc w stanie realnie kontrolować sytuacji w kraju i tracąc dowództwo nad armią, 27 maja 1991 ustąpił ze stanowiska po ogłoszeniu jednostronnego zawieszenia broni. Początkowo wystąpił o azyl w ambasadzie Stanów Zjednoczonych, jednakże jego wniosek został odrzucony przez ambasadora Roberta G. Houdeka.

### Azyl w ambasadzie Włoch
Po obaleniu rządu Etiopskiej Partii Robotniczej 28 maja 1991 i wkroczeniu Etiopskiego Ludowo-Rewolucyjnego Frontu Demokratycznego do Addis Abeby, wraz z trzema innymi wysoko postawionymi urzędnikami rządu Mengystu – premierem Hailu Yimenu, ministrem spraw zagranicznych Berhanu Bayehem oraz szefem sztabu generalnego Adisem Tedlą udali się do ambasady Włoch, gdzie otrzymali schronienie. Rząd włoski konsekwentnie odmawiał ich wydania władzom Etiopii ze względu na sprzeciw dla zasądzonej wobec nich kary śmierci w kraju. Podczas pobytu w ambasadzie doznał udaru mózgu, w wyniku którego musiał poruszać się na wózku inwalidzkim.

## Śmierć
4 czerwca 2004 została oficjalnie potwierdzona jego śmierć. Według części źródeł zmarł 2 czerwca 2004 w wyniku obrażeń otrzymanych po uderzeniu w głowę butelką podczas kłótni z Berhanu Bayehem, z którym przebywał w ambasadzie Włoch. CNN zdementowało jednak te doniesienia. Wcześniej w placówce samobójstwo popełnił Hailu Yimenu.